# Os Planadores
Os Planadores é uma banda gaúcha de indie rock formada em 2008, que mescla em suas composições o rock gaúcho dos anos 80 com o indie rock.

## Biografia
A história da banda começa em 2008, quando Lucas Gallon (Guitarra,Voz), Rafael Rossetto (Contra-Baixo) e Guilherme Taufer (Bateria), três integrantes da extinta banda Vietnã, decidem montar um power-trio para criar composições próprias e fazer covers de bandas gaúchas dos anos 80, como Cascavelletes, TNT, Garotos da Rua. Naquele ano é lançada o primeiro demo da banda.
No início 2009, Rafael Rossetto deixa a banda ao se mudar de cidade e ingressar na faculdade de música em SC, com isso, Augusto Rossetto se junta a banda para assumir o contra-baixo. Nesta mesma época é lançado o segundo demo com mais músicas inéditas. Durante o ano de 2009 a banda continua compondo e realiza seu primeiro show em setembro de 2009 em Guaporé. Logo após os primeiros shows a banda lança o single "Não Se Envolva" neste mesmo ano.
No inverno de 2010 a banda lança seu primeiro Compacto contendo 5 músicas próprias com grande influência do indie rock. Ainda durante o inverno a banda lança mais um single chamado "Burocráticos". No final de 2010 a banda realiza um show tributo as bandas Cascavelletes e TNT e participa do Festival de Bandas da Univates juntamente com Lucas Ruggini (Teclado).
Ao iniciar 2011 a banda inicia as gravações do 2° Compacto, porém na metade do ano Augusto Rossetto deixa a banda após 3 anos de dedicação ao grupo. Bruno M. Bassani entra para a banda e a jornada continua, neste ano a banda participa de um programa de TV em Lajeado, realiza alguns shows e termina o ano com energia total. No início de 2012 é lançado o 2° EP contendo 5 músicas inéditas, a banda realiza a divulgação do trabalho até agosto e após tocar na Mostra Guaporé 2012 entra em hiato por tempo indeterminado.

## Integrantes
- Lucas Gallon - vocal , guitarra , baixo
- Bruno Bassani - baixo , guitarra
- Guilherme Taufer –  bateria

## Discografia

### Demos
- Sorvete (2008)
- Sem Vida (2009)

### EPS
- Live At Studio (2010)
- Memórias Passadas (2012)

### Singles
- Não Se Envolva (2009)
- Burocráticos (2010)
- Ao Menos Tentar (2013)

### Coletâneas
- Peregrinos (Guaporock, 2014)